# CJ 알렉산더

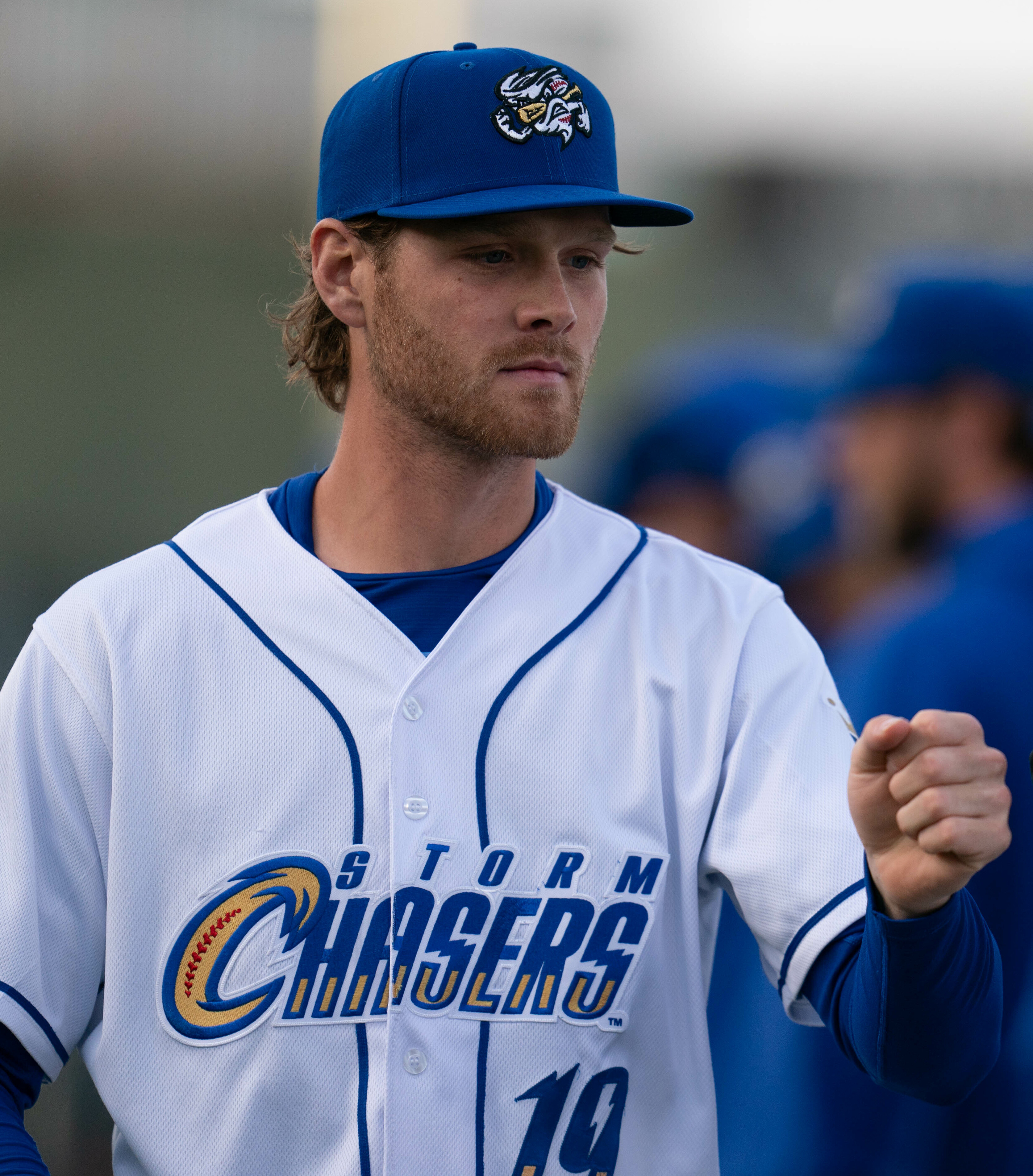
2023년 모습

CJ 알렉산더(CJ Alexander, 본명: 찰스 조셉 웨슬리 알렉산더, Charles Joseph Wesley Alexander, 1996년 7월 17일 ~ )는 미국 프로 야구 메이저 리그 베이스볼(MLB) 캔자스시티 로열스의 3루수이다. 2024년에 MLB에 데뷔했다.

## 아마추어 경력
알렉산더는 플로리다 포트 마이어스에 있는 비숍 베롯(Bishop Verot) 고등학교에 다녔다. 볼 스테이트 카디널스(Ball State Cardinals)에서 대학 야구를 하기 위해 볼 주립 대학교와 국가 의향서에 서명했다. 그는 플로리다 주립대학 매너티-사라소타로 편입한 후 센트럴 플로리다 대학교로의 편입을 결정했다.